# Ali Kelmendi
Ali Kelmendi, född den 3 november 1900 i İpek i Osmanska riket (i dag Peja i Kosovo), död den 11 februari 1939 i Paris i Frankrike, var en kosovoalbansk kommunist och organisatör av den kommunistiska rörelsen i Albanien.
Ali Kelmendi föddes i en fattig bondefamilj.
Han flydde till Albanien 1920 då Jugoslaviens kommunistförbund förbjöds. Han deltog i arbetet att reformera Albanien ledd av Fan Noli-regimen. Efter Fan Noli-regimens fall 1924 tog han sin flykt till Italien, Österrike och slutligen Sovjetunionen. Där levde han åren 1925–30 och fick sin kommunistiska skolning av Komintern. Han sändes åter till Albanien för att organisera den kommunistiska rörelsen i landet. Han arresterades flera gånger och tvingades i exil 1936. Han deltog i det spanska inbördeskriget för Internationella brigaderna. Det sista året av sitt liv var han redaktör för en kommunistisk tidning med propagandistiska syften. Han dog av tuberkulos i Paris. Postumt tilldelades Kelmendi den albanska utmärkelsen Hero i Popullit.